# Dave Alvin

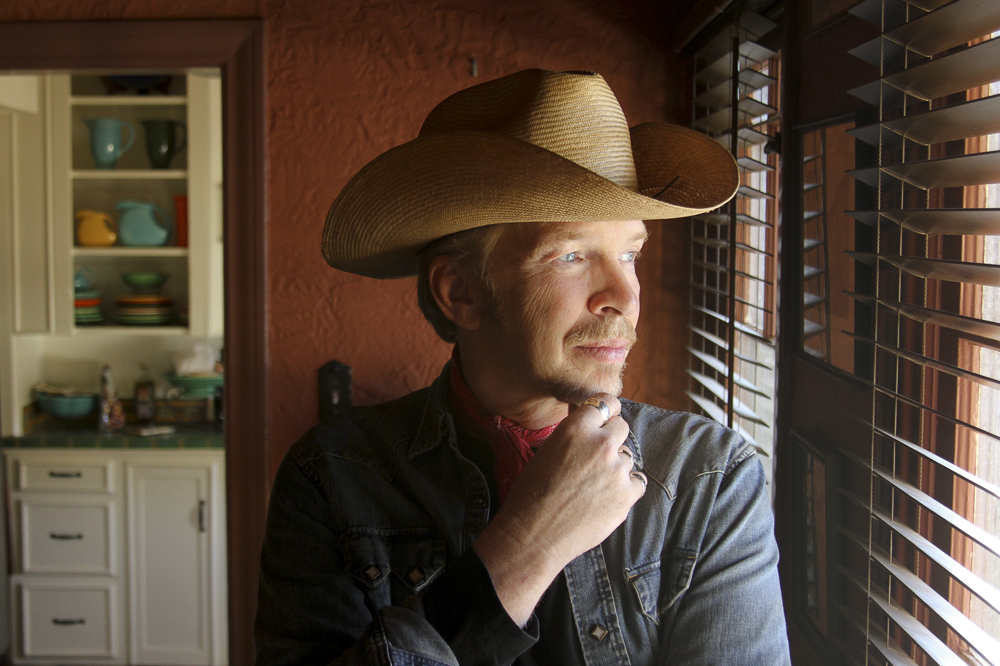
Dave Alvin (2011)

Dave Alvin (* 11. November 1955 in Downey, Kalifornien) ist ein US-amerikanischer Alternative-Country-, Roots-Rock-, Blues- und Folk-Musiker. Charakteristisch für ihn sind seine tiefe Bariton-Stimme sowie der konzeptionelle Wechsel zwischen Folk-basierten Veröffentlichungen im Singer-Songwriter-Stil und blueslastigen mit Rockmusik-typischer Begleitband.

## Leben

### Kindheit und Jugend
Zusammen mit seinem zwei Jahre älteren Bruder Phil wuchs Dave Alvin in Downey auf, einer Vorstadt von Los Angeles im gleichnamigen County. Nana Alvin, die Mutter, war konservativ-katholisch geprägt. Cass Alvin, der Vater, war in erster Generation Nachfahre polnischer Einwanderer, stammte aus South Bend, Indiana und war während der Großen Depression nach Kalifornien gezogen, wo er als Stahlarbeiter arbeitete. Während des Zweiten Weltkriegs betätigte er sich als Fotograf beim Aufklärungskorps und wurde nach dem Krieg einer der Mitbegründer der örtlichen Stahlarbeitergewerkschaft. Politische Themen waren im Elternhaus der Alvin-Brüder alltäglich; ebenso eine kritische Haltung gegenüber Nachrichten sowie das damit verbundene Bewusstsein, dass die Dinge meist unterschiedliche Seiten haben. Musikalisches Interesse war in der Familie ebenfalls präsent. Sowohl Dave als auch Phil begeisterten sich als Teenager für alte Rockabilly- und Vintage-Country-Platten sowie Live-Aufnahmen von Bluesmusikern wie T-Bone Walker, Big Joe Turner und Lee Allen.
Als trennend – so Dave später in Rückerinnerung an diese Zeit – empfanden die beiden Alvin-Brüder die unsichtbare Grenze zwischen den östlich von Los Angeles gelegenen Vorstädten wie El Monte, Compton, Long Beach, Norwalk, Pomona sowie eben Downey und dem glamouröseren Westen der Megametropole mit Hollywood, Beverly Hills, Burbank, Santa Monica, Culver City sowie Los Angeles selbst. Da die favorisierten Blues-Größen oft in Los Angeles spielten und teilweise dort sogar lebten, orientierten sich die beiden als Jugendliche frühzeitig in Richtung LA. Ihr erstes Livekonzert besuchten die beiden 1969 – mit 13 beziehungsweise 16: im Ashgrove, einem an der Melrose Avenue gelegenen Liveclub in Hollywood. Parallel zu diesem Musikinteresse pflegte Dave zeitweilige Ambitionen in Sachen Kurzgeschichten und Gedichte. Vorbilder waren Underground-Lokalmatadoren wie Charles Bukowski, Gerald Locklin, Elliot Fried und Gerald Haslam. Er selbst schrieb ebenfalls Prosatexte und absolvierte gelegentlich eigene Lesungen. Die musikalischen Interessen der beiden Alvin-Brüder erweiterten sich ab Mitte der 1970er-Jahre auf Punk-Bands wie The Weirdos, The Screamers und The Skulls. Deren Musik, so Alvin später, sei zwar etwas Anderes gewesen als Blues, die Konzertbesucher dafür jedoch im selben Alter.

### The Blasters

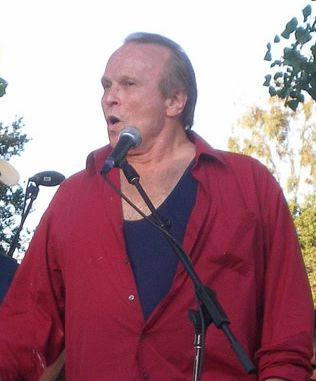
Phil Alvin (2009 während eines Auftritts auf dem Hootenanny Festival)

Die Gründung der Blasters erfolgte 1979. Gründungsmitglieder waren Phil Alvin, Bill Bateman und John Bazz; Dave Alvin stieß erst später hinzu. Die Band kombinierte die Attitude des Punk mit blues- und rockabilly-lastigem Roots Rock. In der örtlichen Szene avancierten die Blasters schnell zu einem nachgefragten Act. Erster größerer Erfolg war das Stück Marie, Marie – ein Titel, der 1980 von dem Rock-’n’-Roll-Sänger Shakin’ Stevens aufgegriffen und zum Erfolg geführt wurde. Zum Renommée der Band trug auch die Verwendung des Songs Dark Night in dem Film From Dusk Till Dawn von Quentin Tarantino und Robert Rodriguez bei.
Trotz ihres Ansehens in der örtlichen Szene und einer soliden Fan-Basis schafften es die Blasters nicht, ihren Erfolg in einen Mainstream-Erfolg zu transferieren. Ein Mitgrund hierfür war das chronisch gespannte Verhältnis zwischen Phil und Dave Alvin – ein Zustand, der sich unter anderem in unkoordinierten, konträren Aussagen bei Interviews äußerte. Um den Streit nicht eskalieren zu lassen, etablierten die beiden innerhalb der Band eine Art Arbeitsteilung: Dave durfte die Credits für die Liedtexte für sich vereinnahmen; Phil hingegen kümmerte sich um den Leadgesang. Trotz der getroffenen Absprachen führten die Aversionen zwischen den beiden schließlich dazu, dass Dave Alvin im Streit die Gruppe verließ und mehr als ein Jahrzehnt keinen Kontakt mehr mit seinem Bruder unterhielt. Phil löste die Blasters bald darauf auf, schloss sein Studium ab mit einem Master-Abschluss in Mathematik sowie Künstlicher Intelligenz und reaktivierte die Band Ende der 1980er kurzzeitig in wechselnden Besetzungen.

### Solokarriere

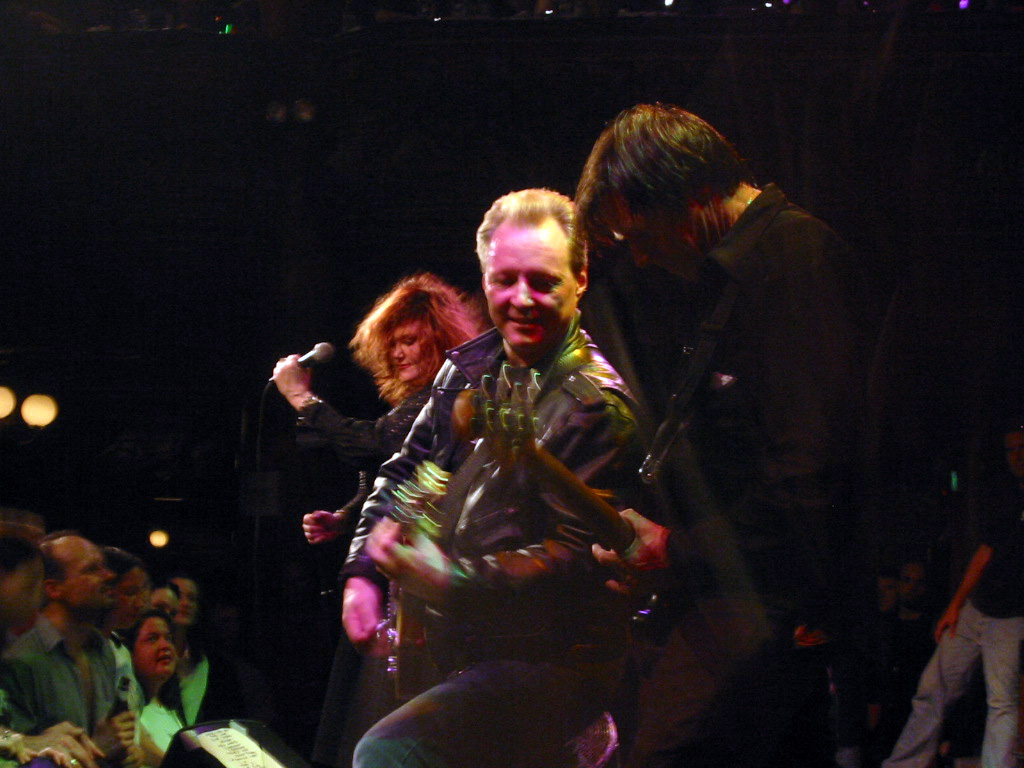
Die Formation X während eines Konzerts (2004)

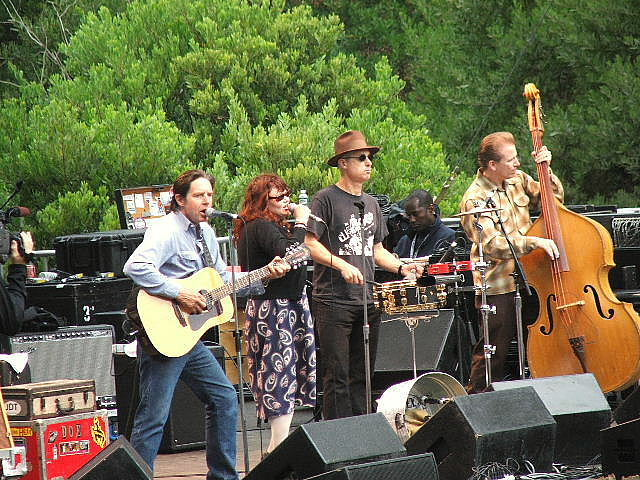
The Knitters (2005)

Bereits während seiner Zeit bei den Blasters hatte Dave Alvin unterschiedliche Nebenaktivitäten verfolgt: Folk-Sessions mit Mitgliedern der örtlichen Punk-Band X, aus denen später die Formation The Knitters hervorging, ein Leadgitarre-Gastspiel bei X selbst sowie Mitarbeit bei Chris D.’s Gothic-Punk-Formation The Flesh Eaters. Unter anderem wegen seiner Bariton-Stimme, die er für Rock-Gesang als nur beschränkt tauglich empfand, entschloss er sich, eine Karriere als Singer-Songwriter und Alternative Country-Musiker in Angriff zu nehmen und verlagerte seinen Lebensmittelpunkt zeitweilig nach Nashville. Sein erstes Solo-Album Romeo’s Escape – musikalisch eine Mischung aus Country und Blues – erschien 1987 beim Columbia-Unterlabel Epic. Die Absicht von Epic Records, Alvin als labeleigenen Kontrapunkt zu dem seinerzeit erfolgreichen Roots Rocker Steve Earle in Position zu bringen, scheiterte allerdings. Romeo’s Escape bekam zwar einige gute Kritiken, verkaufte sich jedoch schlecht. Eine Folge davon war, dass Epic Records sich von Dave Alvin trennte.
Die darauffolgenden Jahre waren sowohl persönlich als auch musikkarrieretechnisch eine schwierige, von Rückschlägen geprägte Phase. Aufgrund einer Hirnhautentzündung, die schließlich zu einem mehrwöchigen Krankenhausaufenthalt führte, sah sich Alvin gezwungen, eine Pause einzulegen. Seine Singer-Songwriter-Karriere betrachtete er nach dem Flop von Romeo’s Escape als gescheitert, reumütig zu den Blasters zurückkehren kam für ihn jedoch nicht in Frage. In der Folgezeit begründete er mit Mojo Nixon und Dick Montana eine lockere Live-Formation. Unter dem Namen The Pleasure Boys absolvierten sie eine Tour, die 1993 wiederholt und mit der CD Live in Las Vegas dokumentiert wurde. Sound und Anspruch der Pleasure Boys charakterisierte Alvin lapidar als „Las Vegas-Revue von Leuten, die gemeinhin nicht nach Las Vegas eingeladen werden“.
Die Wende hin zum Erfolg brachte Alvins zweites Soloalbum Blue Blvd., auf dem unter anderem auch der bekannte Saxophonist Lee Allen mitspielte. Das finanzielle wie renommeetechnische Polster für die Veröffentlichung brachte Alvins Komposition Long White Cadillac – ein Stück, das Dwight Yoakam zu einem veritablen Hitparaden-Erfolg machte. Darüber hinaus waren für das zweite Album einige überdurchschnittliche Stücke zusammengekommen – etwa Andersonville von Asa Powell, eine Folksong-Ballade über das berüchtigte Südstaaten-Kriegsgefangenenlager Andersonville während des Amerikanischen Bürgerkriegs sowie Blue Wing von Tom Russell. Veröffentlicht wurde Blue Blvd. bei dem in Kalifornien ansässigen Independent-Label HighTone Records.
Obwohl Alvins finanzielle Lage als Musiker noch eine Weile prekär blieb, reichten die Verkäufe aus, um seine Position in der Roots-Rock-Szene wiederherzustellen. Roots Rock-dominierte Stücke offerierte auch das Folgealbum Museum of Heart (1993). Der Wechsel zwischen Rock- beziehungsweise Blues-basierten Alben mit entsprechender Begleitband sowie Akustikmusik-dominierten Singer-Songwriter-Alben mit Folk und Country entwickelte sich in den Jahren darauf zu einer Art Erkennungszeichen. Auf Museum of Heart folgten drei Alben mit Singer-Songwriter-Stücken: King of California (1994), Blackjack David (1998) und Public Domain – Songs from the Wild West (2000). Public Domain – eine Neueinspielung alter Traditionals und Southern Folk-Stücke wie zum Beispiel Shenandoah – wurde nicht nur von der Kritik vielfach mit Lob gedacht. Zusätzlich erhielt die Veröffentlichung eine Grammy-Awards-Auszeichnung als bestes zeitgenössisches Folk-Album.
Der lange Krankenhausaufenthalt sowie der Tod des Vaters 2000 führte zu einer Wieder-Annäherung zwischen Dave Alvin und seinem Bruder Phil. 2002 formierten sich die Blasters kurzzeitig neu für eine Westküsten-Tour. Mit seiner eigenen Live-Formation The Guilty Men (des Öfteren auch: The Guilty Ones) veröffentlichte er 2002 das Live-Album Out of California. Als reguläre Studio-Veröffentlichung folgte 2004 Ashgrove – ein stark Blues-geprägtes Album, dessen Titelsong Bezug nahm auf jenen Liveclub, in den Dave und sein Bruder engere Bekanntschaft mit der Blues-Szene der US-Westküste gemacht hatten. Einher ging das neue Album mit einem Wechsel zu dem auf Root Rock spezialisierten Label Yep Roc Records. Das Folgealbum West Of The West aus dem Jahr 2006 war von ruhigeren Stücken geprägt. 2008 erfolgte ein weiterer stilistischer Wechsel. Alvin fragte eine Freundin, die Pedal-Steel-Gitarristin Cindy Cashdollar, ob sie ihm eine akustische Band zusammenstellen könne. Das Ergebnis waren die Guilty Women – eine ausschließlich aus Frauen bestehende Begleitband. Die Zusammenarbeit mit den Guilty Woman führte nicht nur zu einer Reihe von Auftritten, sondern auch zu einem neuen, stark von Zydeco, Cajun und Bluegrass geprägten Album: Dave Alvin and The Guilty Women (2009).
Die 2011 erschienene Folgeveröffentlichung Eleven Eleven war erneut stark von Blues-, Boogie- und Rocktönen geprägt. Mit What’s Up With Your Brother? enthielt es ein Duettstück mit Phil. Ein musikalisches Ergebnis der zwischenzeitlich vollzogenen Wieder-Annäherung war das 2014 erschienene Album Common Ground – Dave Alvin & Phil Alvin Play and Sing the Songs of Big Bill Broonzy. Common Ground erreichte nicht nur Platz eins der Billboard-Bluescharts Das Album wurde auch für einen Grammy nominiert – verfehlte die Auszeichnung allerdings zugunsten der gerade verstorbenen Blueslegende Johnny Winter. 2015 folgte eine weitere Co-Produktion der beiden Alvin-Brüder: das Album Lost Time.
Im Verlauf seiner Musikerkarriere arbeitete Dave als Produzent unter anderem für Tom Russell, The Derailers, Big Sandy & His Fly-Rite Boys, Bobby Rush, Tom Waits, John Mellencamp, Little Milton und The Knitters. Als Session- oder Live-Musiker spielte er zusammen mit dem Rockbilly-Altstar Sonny Burgess sowie Blues- und Countrymusikern wie Ramblin' Jack Elliott, Kathy Moffatt und Syd Straw. Stücke von den Blasters sowie Dave Alvin solo fanden Verwendung in dem Film From Dusk Till Dawn sowie den TV-Serien Die Sopranos, The Wire, True Blood und Justified. In letzterer fand nicht nur seine Interpretation der Southern Folk-Ballade You’ll Never Leave Harlan Alive Verwendung. In einer Folge der Serie absolvierten Alvin und Band einen Musikbar-Auftritt, in dem sie den Titel Harlan County Line spielten.
Im Jahr 2011 wirkte Alvin an der Musikdokumentation Troubadour Blues mit.

## Musikalischer Stil und Kritiken

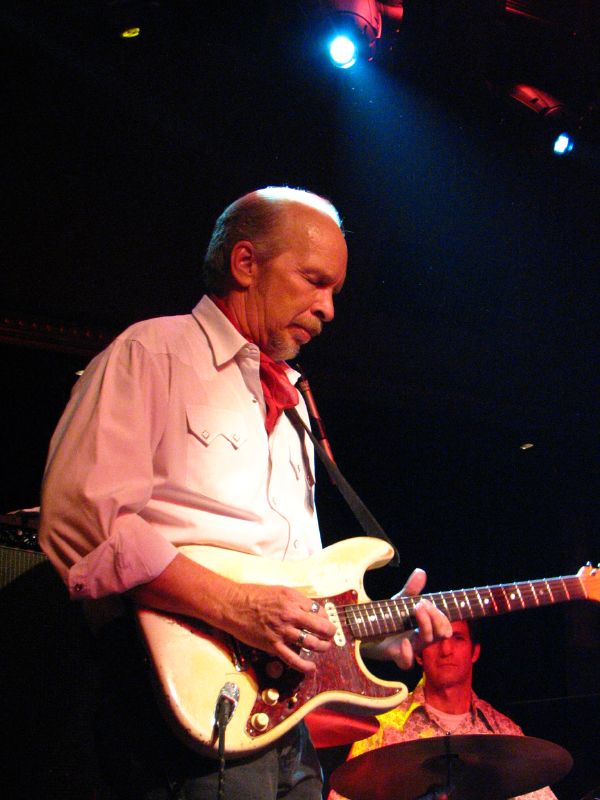
Alvin bei einem Livekonzert (2007)

Anlässlich eines Interviews zur erneuten Zusammenarbeit der beiden Alvin-Brüder im Jahr 2015 bezeichnete sich Dave Alvin grundsätzlich als „Blues-Typ“. Die starke Affinität zu dieser Musikrichtung sei für ihn auch deshalb naheliegend, weil zur Zeit der Großen Depression alle möglichen Leute nach Kalifornien gezogen seien und die legendären Bluesmusiker fast in der Nachbarschaft gespielt hätten. Seine alte Band, die Blasters, charakterisierte er 2004 als den Versuch, alte Sounds neu zu reaktivieren: „Bei den Blasters haben wir versucht, Songs zu schreiben, die von 1957 oder 1962 stammen könnten.“ Über seine schreiberischen Versuche in den 1970ern äußerte er sich wie folgt: „Jeder, den ich damals kannte, schrieb Poesie. Die Frauen, mit denen ich geschlafen habe, haben Poesie geschrieben, und die Jungs, mit denen ich mich betrunken hatte. Ich las meine Gedichte in Santa Barbara und in Long Beach, aber Phil musste mich fahren, weil ich mir vor den Lesungen Mut antrinken mußte.“
Die von Dave Alvin gepflegte Kombination aus Roots Rock, Blues und Country wurde von einer Reihe Fachmedien als beachtenswert klassifiziert. Jazzthing charakterisierte das 2013 erschienene Blues-Album der beiden Alvin-Brüder als eine gut geratene Adaption: „Die Blasters-Brüder Dave & Phil Alvin spüren dem Testament des vielseitigen Broonzy nach, servieren fröhlich schrammelnden Hokum mit Klavier zu Gitarren, hauen mit elektrisch verstärkter Combo schwere Boogies heraus und verfrachten den einen oder anderen Klassiker von Big Bill unverfroren ins Rockabillyland.“ Die Seite puremusic schrieb anlässlich einer Rezension von West of the West: „Dave Alvin wuchs an der Westküste der USA auf und wurde einer der führenden Praktiker des Roots Rock. Abgesehen von einem kurzen, aber rührenden Flirt mit Appalachia auf Public Domain, blieb er West Coast bis zum Kern.“ Die Webseite country.de fand für das Album Dave Alvin and The Guilty Woman nur einschränkend lobende Worte, merkte allerdings an, dass die Qualitäten dieser Formation bei Live-Auftritten weitaus besser rüberkämen.
Das Roots Rock-Magazin No Depression hob in einer Story über Dave Alvin 2004 die Machart der Songtexte hervor. Ein typisches Erzählschema von Alvin sei es, in die Biografie der porträtierten Figuren hineinzuschlüpfen und dabei deren Blickpunkt einzunehmen. In Out of Control etwa werde er zum Drogenhändler, dessen Freundin sich als Trickbetrügerin durchschlägt. In anderen Liedern nehme er die Rolle des Brandstifters, des unglücklichen Ehemanns, des Goldgräbers, des Bürgerkriegs-Gefangenen oder die von Hank Williams ein. Die Einnahme des Blickpunkts der jeweiligen Lied-Hauptfigur mache dabei stets deutlich, dass der Interpret nicht der Mittelpunkt der Welt sei. Das Œuvre von Dave Alvin brachte No Depression wie folgt auf den Punkt: „Es gibt eine merkwürdige Mischung aus Müdigkeit und Widerstandskraft in Alvins Gesang, als ob die Jahre der Low-Pay-Gigs in kleinen Clubs ihren Tribut gefordert hätten – selbst dann, wenn er inspiriert war. (…) Alvin hat seinen eigenen Anteil an großartiger Kunst geschaffen, auch wenn er nie die Anerkennung erhalten hat wie Bruce Springsteen oder Elvis Costello – ebenso, wie seine Helden Percy Mayfield und Willie Dixon nie von den Massen gefeiert wurden wie beispielsweise Buddy Holly oder Burt Bacharach.“

## Diskografie

### Mit den Blasters
- 1980: American Music (Rollin’ Rock)
- 1981: The Blasters (Slash)
- 1982: Over There / Live At The Venue, London (Slash / Warner Bros. Records)
- 1983: Non-Fiction (Slash / Warner Bros. Records)
- 1985: Hard Line (Slash / Warner Bros. Records)

### Mit Jimmie Dale Gilmore
- 2024: Texicali (Yep Roc Records)

### Soloalben
| Jahr | Titel             | Höchstplatzierung, Gesamtwochen, AuszeichnungChartplatzierungen (Jahr, Titel, Platzierungen, Wochen, Auszeichnungen, Anmerkungen) | Höchstplatzierung, Gesamtwochen, AuszeichnungChartplatzierungen (Jahr, Titel, Platzierungen, Wochen, Auszeichnungen, Anmerkungen) | Anmerkungen                                               |
| Jahr | Titel             | US | Country | Anmerkungen                                               |
| ---- | ----------------- | --- | --- | --------------------------------------------------------- |
| 1987 | Romeo’s Escape    | US116 (13 Wo.)US | Country60 (7 Wo.)Country | Epic; auch als Every Night About This Time veröffentlicht |
| 2011 | Eleven Eleven     | US159 (1 Wo.)US | — | Yep Roc Records                                           |
| 2014 | Common Ground     | US144 (1 Wo.)US | — | Yep Roc Records; mit Phil Alvin                           |
| 2018 | Downey to Lubbock | — | Country41 (1 Wo.)Country | mit Jimmie Dale Gilmore                                   |

Weitere Soloalben 
- 1991: Blue Blvd (Hightone Records)
- 1993: Museum of Heart (Hightone Records)
- 1994: King of California (Hightone Records)
- 1996: Interstate City (Hightone Records)
- 1998: Blackjack David (Hightone Records)
- 2001: Public Domain: Songs from the Wild Land (Hightone Records)
- 2004: Ashgrove (Yep Roc Records)
- 2006: West of the West (Yep Roc Records)
- 2009: Dave Alvin and the Guilty Women (Yep Roc Records)
- 2015: Lost Time (Dave Alvin & Phil Alvin; Yep Roc Records)
- 2020: From An Old Guitar (Rare And Unreleased Recordings) (Yep Roc Records)

### Livealben/Kompilationen
- 1992: Tennessee Border (Sonny Burgess & Dave Alvin; Hightone Records)
- 1993: Live in Las Vegas (mit The Pleasure Barons; Hightone Records)
- 2002: Out in California (Hightone Records)
- 2005: The Great American Music Galaxy (Yep Roc Records)
- 2011: Live From Austin TX (New West Records)
- 2015: Live in Long Beach 1997 (Dave Alvin, Clarence Gatemouth Brown, Billy Boy Arnold & Joe Louis Walker; RockBeat Records)
- 2020: Live At Yep Roc 15: Dave Alvin (Yep Roc Records)

### Singles
- 1986: Interchords (Epic)
- 1987: Fourth Of July (Demon Records)
- 1987: New Tattoo / Border Radio (Epic)
- 1988: Every Night About Thins Time (Epic)
- 2011: Harlan County Line (Yep Roc Records)
- 2012: Beautiful City ’Cross the River (Yep Roc Records)
- 2013: You’ll Never Leave Harlan Alive (Yep Roc Records)
- 2014: Songs From Common Ground (Dave Alvin & Phil Alvin; Yep Roc Records)
- 2017: Hard Travellin’ (Dave Alvin & Phil Alvin; Yep Roc Records)

### Samplerbeiträge
- 2003: The Executioner’s Last Songs Vol. 2 + 3 (Bloodshot Records)
- 2003: Lonesome, On’ry And Mean: A Tribute To Waylon Jennings (Dualtone)
- 2009: Man Of Somebody's Dreams: A Tribute To Chris Gaffney (Yep Roc Records)